# Butterworth (Malaysia)
Butterworth è una città della Malaysia, situata nello Stato di Penang. Dal 2019 costituisce il centro abitato centrale di Seberang Perai, la parte continentale dello Stato di Penang, che nel settembre del 2019 ha acquisito lo status di città maggiore inglobando Butterworth e altri centri abitati. Butterworth si trova a tre chilometri da George Town, la capitale di Penang, dalla quale è separata dallo stretto di Penang. Nel 2020 aveva una popolazione di 80.378 residenti.
Butterworth ha preso il nome da William John Butterworth, che era stato governatore degli Stabilimenti dello Stretto nel XIX secolo. Già ai tempi dei British Raj, la città divenne un importante snodo dei trasporti per la sua vicinanza a George Town. Inizialmente la Compagnia britannica delle Indie orientali ottenne la Provincia Wellesley (antico nome di Seberang Perai) a scopi agricoli, e nella seconda metà del XX secolo Butterworth ha conosciuto una grande industrializzazione. Nel 1974, il Porto di Penang fu trasferito a Butterworth e nel 2017 gestì un traffico annuo di 1,52 milioni di container TEU.
Un servizio di traghetti collega Butterworth e George Town, pochi chilometri a sud della quale vi sono due ponti stradali che a loro volta collegano l'isola e la terraferma. La stazione ferroviaria di Butterworth, situata nei pressi del terminal dei traghetti, è una delle più trafficate della Malesia con treni delle ferrovie di Stato malesi e thailandesi.